# Пенсійна система України
Пенсійна система України — сукупність створених в Україні правових, економічних і організаційних інститутів і норм, метою яких є надання громадянам матеріального забезпечення у вигляді пенсії. Пенсійна система України в сучасному вигляді започаткована в січні 2004 року і містить у собі відносини по формуванню, призначенню і виплаті пенсій в трирівневій пенсійній системі.

Трирівневе пенсійне забезпечення в Україні

Середня частка пенсії з різних рівнів пенсійної системи, у деяких країнах світу (%)

З прийняттям законів України «Про загальнообов'язкове державне пенсійне страхування» і «Про недержавне пенсійне забезпечення» у 2004 розпочато впровадження пенсійної реформи, сутність якої полягає в переході до трирівневої пенсійної системи:
- Перший рівень — це солідарна система загальнообов'язкового державного пенсійного страхування, в якій усі кошти, що перераховуються підприємствами та застрахованими особами до Пенсійного фонду України, одразу ж виплачуються нинішнім пенсіонерам.
- Другий рівень — накопичувальна система загальнообов'язкового державного пенсійного страхування. Передбачається, що вона буде введена в дію у 2012 році. Частина обов'язкових пенсійних відрахувань (до 7% від заробітної плати працівника) буде спрямована на персональні рахунки громадян. Ці кошти будуть інвестуватися в українську економіку, а інвестиційний дохід збільшуватиме розмір майбутніх пенсійних виплат.
- Третій рівень — система недержавного пенсійного забезпечення. В цій системі можуть брати участь добровільно як фізичні особи, так і юридичні особи-роботодавці.

В лютому 2011 відносини у сфері пенсійного забезпечення в Україні регулюються 29 законодавчими актами. Загальна кількість пенсіонерів, яка підпадає під дію цих актів, становить 13,7 млн осіб.

## Перший рівень— солідарна система
Солідарна система загальнообов'язкового державного пенсійного страхування базується на засадах солідарності і субсидування та здійсненні виплати пенсій і надання соціальних послуг за рахунок коштів Пенсійного фонду України.
Обов'язкові відрахування до Пенсійного фонду (35,2%: 33,2%-роботодавець, 2%-працівник) робляться зазвичай бухгалтерією працівника при нарахуванні йому заробітної зарплатні. По суті, Пенсійний фонд — великий «грошовий мішок», куди спочатку йдуть всі відрахування з заробітних плат, а потім йде розподіл серед пенсіонерів — при досягненні пенсійного віку вони зазвичай отримують пенсію. Слід зауважити, що органи Пенсійного фонду ведуть чіткий персоніфікований облік надходжень страхових внесків кожного українця. Пенсійний фонд забезпечує роботу єдиного автоматизованого банку відомостей про застрахованих осіб. Пенсійний фонд на сьогодні забезпечує нарахування та виплату «державних» пенсій. Тенденція, яка спостерігається в Україні (так само, як і в багатьох країнах) досить сумна: скорочення питомої ваги працюючого населення, та збільшення кількості пенсіонерів. Демографічний прогноз (див. таблицю) та економічні розрахунки свідчать про те, що якщо систему не змінити, то в майбутньому з'являться дуже високі ризики того, що пенсійних внесків працюючих людей не буде достатньо для того, щоб забезпечувати виплату пенсій пенсіонерам.
|                                                                              | 1995  | 2000  | 2010  | 2020  | 2030  | 2050  |
| США населення                                                                | 100,0 | 104,8 | 113,0 | 119,8 | 124,7 | 172,2 |
| демографічне навантаження                                                    | 19,2  | 19,0  | 20,4  | 27,6  | 36,8  | 38,4  |
| Японія населення                                                             | 100,0 | 101,3 | 102,2 | 100,6 | 97,6  | 91,6  |
| демографічне навантаження                                                    | 20,3  | 24,3  | 33,0  | 43,0  | 44,5  | 54,0  |
| Німеччина населення                                                          | 100,0 | 100,0 | 97,2  | 94,2  | 90,6  | 81,2  |
| демографічне навантаження                                                    | 22,3  | 23,8  | 30,3  | 35,4  | 49,2  | 51,9  |
| Франція населення                                                            | 100,0 | 102,2 | 104,9 | 106,9 | 107,8 | 107,8 |
| демографічне навантаження                                                    | 22,1  | 23,6  | 24,6  | 32,3  | 39,1  | 43,5  |
| Італія населення                                                             | 100,0 | 100,1 | 98,2  | 95,3  | 91,9  | 82,6  |
| демографічне навантаження                                                    | 23,8  | 26,5  | 31,2  | 37,5  | 48,3  | 60,0  |
| Велика Британія населення                                                    | 100,0 | 101,0 | 102,2 | 103,5 | 103,9 | 102,0 |
| демографічне навантаження                                                    | 24,3  | 24,4  | 25,8  | 31,2  | 38,7  | 41,2  |
| Канада населення                                                             | 100,0 | 105,0 | 113,2 | 119,7 | 123,1 | 122,7 |
| демографічне навантаження                                                    | 17,5  | 18,2  | 20,4  | 28,4  | 39,1  | 41,8  |
| Швеція населення                                                             | 100,0 | 101,8 | 103,8 | 105,7 | 107,0 | 107,0 |
| демографічне навантаження                                                    | 17,4  | 26,9  | 29,1  | 35,6  | 39,4  | 38,6  |
| Україна населення                                                            | 100,0 | 95,7  | 89,1  | 85,2  | 81,0  | 72,7  |
| демографічне навантаження, %: (65 і старше)/(15—64)                          | 20,6  | 20,3  | 22,3  | 24,8  | 30,0  | 38,7  |
| населення пенсійного віку (55+/60+)/ населення працездатного віку (16—54/59) | 40,4  | 41,6  | 40,5  | 49,1  | 53,1  | 72,1  |

Ризики: В умовах старіння населення, змінюється співвідношення працездатних і пенсіонерів. Сумарних відрахувань стає недостатньо для збереження рівня пенсій, їх розмір знижується за рахунок «запізнілої» індексації і коефіцієнт заміщення (відношення розміру пенсії до розміру заробітної плати) — знижується. Також присутній ризик «політичного популізму», коли призначення і/або збільшення пенсій здійснюється без визначення джерел їх довгострокового фінансування.

## Другий рівень— загальнообов'язкова накопичувальна система
Загальнообов'язкове накопичувальне пенсійне забезпечення полягає в тому, що частина внесків у Пенсійний фонд України буде направлена в державний Накопичувальний пенсійний фонд України. Внески будуть мати персоніфікований характер і враховуватися на індивідуальних пенсійних рахунках.
Кошти Накопичувального фонду будуть інвестуватися в економіку України з метою захисту їх від інфляції, одержання інвестиційного доходу, забезпечення потреб держави в джерелах фінансування довгострокових інвестиційних проєктів. Все це повинне сприяти загальному економічному зростанню країни.
Керування пенсійними коштами здійснюють спеціальні компанії по управлінню активами (зараз вони вже керують активами недержавних пенсійних фондів), обрані на конкурсній основі. Ці компанії діють із дотриманням законодавчо встановлених обмежень щодо напрямків інвестування для забезпечення захисту інтересів громадян і стабільного збільшення їх коштів. Безпосереднє зберігання пенсійних активів здійснює Зберігач — банківська установа, яка буде контролювати використання цих коштів.
Кошти, які будуть враховуватися на індивідуальних накопичувальних пенсійних рахунках громадян, будуть їхньою власністю. Люди зможуть скористатися ними при досягненні пенсійного віку або, в окремих випадках (наприклад, у випадку інвалідності), раніше цього терміну.
Виплати з Накопичувального пенсійного фонду України будуть здійснюватися додатково до солідарної пенсії довічно або одноразово. Другий рівень пенсійної системи буде впроваджуватися в Україні з 2012 року, після створення системи державного нагляду та регулювання, а також необхідної інфраструктури.
Впроваджуватись другий рівень буде лише після формування необхідних економічних передумов та створення відлагодженої і ефективної системи державного нагляду та регулювання у цій сфері, а також необхідної інфраструктури.
Законопроєктами, також передбачається, що, починаючи з 2018 року, громадянам буде надано право, у разі їх бажання, перевести їх обов'язкові пенсійні заощадження з Накопичувального фонду до обраного ними недержавного пенсійного фонду (тобто на третій рівень). Це дозволить застрахованим особам самостійно вирішувати, яка інвестиційна політика є найбільш прийнятною для інвестування їх пенсійних заощаджень, а отже — в більшій мірі впливати на розмір своєї майбутньої пенсії.
Наразі впровадження другого рівня пенсійної системи влада планує з року, коли буде досягнуто бездефіцитність Пенсійного фонду. Загальний дефіцит пенсійного фонду на 2011 рік заплановано у розмірі 58 млрд грн, а сума, яку уряд збирається заощадити після впровадження пенсійної реформи дорівнює 1,7 млрд грн.
Ризики: Економіка носить циклічний характер. В умовах кризи накопичення можуть знецінюватися за рахунок переоцінки ринкової вартості цінних паперів. Учасники накопичувальної пенсійної системи беззахисні перед «ринковим ризиком» і інфляцією.

## Третій рівень— система недержавного пенсійного забезпечення

### Загальні положення
Система недержавного пенсійного забезпечення (третій рівень пенсійної системи) створена для формування додаткових пенсійних накопичень за рахунок добровільних внесків фізичних осіб і роботодавців. Недержавне пенсійне забезпечення, як передбачено законодавством, здійснюється:
- недержавними пенсійними фондами (НПФ) шляхом укладення пенсійних контрактів між адміністраторами пенсійних фондів та вкладниками таких фондів;
- страховими організаціями шляхом укладення договорів страхування довічної пенсії, страхування ризику настання інвалідності або смерті учасника фонду;
- банківськими установами шляхом укладення договорів про відкриття пенсійних депозитних рахунків для накопичення пенсійних заощаджень у межах суми, визначеної для відшкодування вкладів Фондом гарантування вкладів фізичних осіб.

### Недержавні пенсійні фонди
НПФ у багатьох країнах світу є одним з основних інструментів для підвищення рівня пенсійного забезпечення населення.
Недержавний пенсійний фонд — це фінансова установа, призначена для накопичення коштів на додаткову недержавну пенсію та здійснення пенсійних виплат учасникам фонду. Учасники НПФ — це люди, на користь яких сплачуються пенсійні внески до НПФ, а вкладники — це особи, які здійснюють такі внески (самі учасники, їх роботодавці, професійне об'єднання або члени сім'ї).
НПФ створюється, провадить діяльність і ліквідується згідно з Законом України «Про недержавне пенсійне забезпечення». НПФ має статус неприбуткової установи, тобто не має на меті одержання прибутку для його подальшого розподілу між засновниками фонду. Весь отриманий фондом інвестиційний дохід розподіляється тільки між його учасниками.
Недержавні пенсійні фонди можуть бути трьох видів:
- Корпоративний НПФ створюється юридичною особою-роботодавцем або кількома юридичними особами-роботодавцями, до яких можуть приєднуватися роботодавці-платники. Учасниками такого фонду можуть бути виключно фізичні особи, які перебувають (перебували) у трудових відносинах з роботодавцями-засновниками чи роботодавцями-платниками такого фонду.
- Професійний НПФ можуть створювати об'єднання юридичних осіб-роботодавців, об'єднання фізичних осіб, включаючи професійні спілки, чи фізичні особи, пов'язані за родом їх професійної діяльності. Учасниками такого фонду можуть бути тільки фізичні особи, у яких ознаки їх професійної діяльності збігаються з ознаками, визначеними в статуті фонду (наприклад, працівники металургійної галузі).
- Відкритий НПФ створюється будь-якими юридичними особами, крім тих, діяльність яких фінансується за рахунок державного або місцевих бюджетів. Учасниками відкритого фонду можуть бути будь-які фізичні особи незалежно від місця та характеру їх роботи.

Питання щодо участі в НПФ як для громадян, так і для роботодавців є справою добровільною. З часом, після прийняття відповідного закону, для роботодавців буде запроваджено обов'язкову сплату пенсійних внесків до НПФ на користь тих працівників, які працюють у шкідливих та важких умовах праці. Такі обов'язкові пенсійні відрахування сплачуватимуться до професійних та корпоративних фондів.
Передбачені податкові пільги для працівників і роботодавців при сплаті внесків на недержавне пенсійне забезпечення, а також при здійсненні пенсійних виплат.
Функції НПФ виконуються відповідно до договорів про обслуговування фонду такими ліцензованими юридичними особами: адміністратор НПФ — укладає пенсійні контракти з вкладниками, веде облік пенсійних внесків та інвестиційного доходу на індивідуальних пенсійних рахунках учасників, оформляє пенсійні виплати; компанії з управління активами (КУА) — забезпечують примноження пенсійних коштів шляхом їх інвестування в різні фінансові інструменти (акції, облігації, депозити та інші) відповідно до вимог законодавства; банк зберігач — контролює дотримання таких вимог, провадить операції з перерахування пенсійних коштів та забезпечує їх зберігання.
Пенсійні накопичення учасника НПФ формуються за рахунок пенсійних внесків, сплачених самим учасником, його роботодавцем або членами сім'ї, та інвестиційного доходу, отриманого в результаті інвестування коштів. Усі кошти, що обліковуються на індивідуальному пенсійному рахунку учасника фонду (пенсійні внески та інвестиційний дохід), є власністю учасника НПФ незалежно від того, хто платив внески — сам учасник, його роботодавець або родичі. Тому ніхто інший, крім учасника, не може розпоряджатися цими коштами. Пенсійні кошти учасника можуть успадковуватись його спадкоємцями.
Додаткову недержавну пенсію можна одержувати поряд з державною. Розмір пенсійних виплат з НПФ визначається, виходячи з суми накопичених коштів учасника, яка залежить від розміру пенсійних внесків, терміну їх накопичення та розподіленого інвестиційного доходу.
Види пенсійних виплат:
- Пенсія на визначений строк — виплачується у вигляді щомісячних або інших періодичних платежів по досягненні пенсійного віку. Учасник НПФ сам визначає пенсійний вік (у межах 45—65 р. для жінок, 50—70 р. для чоловіків) та строк виплат (10 або більше років).
- Одноразова виплата — усі накопичені кошти виплачуються одноразово на вимогу учасника фонду у таких випадках: медично підтвердженого критичного стану здоров'я (онкозахворювання, інсульт тощо) чи настання інвалідності учасника фонду; якщо сума пенсійних накопичень учасника менше розміру, достатнього для мінімальних виплат протягом 10 років; виїзду учасника на постійне проживання за межі України; смерті учасника (отримують спадкоємці учасника).
- Довічна пенсія — виплачується у вигляді періодичних платежів страховими організаціями, з якими учасник може укласти договір страхування довічної пенсії за рахунок коштів, перерахованих страховій організації з НПФ.

Держава здійснює постійний нагляд за діяльністю НПФ та суб'єктів системи: діяльність НПФ, адміністраторів та страхових організацій контролює Державна комісія з регулювання ринків фінансових послуг України, діяльність КУА та зберігачів — Державна комісія з цінних паперів та фондового ринку, діяльність зберігачів — Національний банк України.
Учасники НПФ можуть контролювати ефективність роботи фонду, отримуючи інформацію про стан своїх накопичень (в тому числі і про інвестиційний дохід), та при необхідності переводити свої кошти до іншого НПФ.
Законодавчі вимоги щодо функціонування НПФ та багатоступеневий контроль у системі недержавного пенсійного забезпечення спрямовані на забезпечення належного рівня захисту пенсійних заощаджень громадян.
Станом на 30 вересня 2010 року в Україні діє 102 недержавні пенсійні фонди, учасниками яких стали 484,3 тис. осіб. Активи недержавних пенсійних фондів становлять 1057,3 млн гривень, внески до них становлять 887,4 млн гривень. За період існування недержавних пенсійних фондів загальна сума їх інвестиційного доходу становить 359,2 млн гривень, або збільшилась протягом дев'яти місяців 2010 року на 122,5 млн гривень, або на 51,8 відсотка. Учасникам недержавних пенсійних фондів були здійснені пенсійні виплати на суму 143,8 млн гривень.

## Середній розмір місячної пенсії та кількість пенсіонерів в Україні. Перший рівень
Дані про середній розмір призначених місячних пенсій наводяться з урахуванням компенсаційних виплат і цільових допомог, передбачених законодавством (дані з сайту Держкомстату України http://www.ukrstat.gov.ua).
| Рік  | Середній розмір місячної пенсії (середньостатистична пенсія), яка була виплачена пенсіонерам, що перебувають на обліку в органах Пенсійного фонду, грн | Середній розмір місячної пенсії (середньостатистична пенсія), яка була виплачена пенсіонерам, що перебувають на обліку в органах Пенсійного фонду, грн | Середній розмір місячної пенсії (середньостатистична пенсія), яка була виплачена пенсіонерам, що перебувають на обліку в органах Пенсійного фонду, грн | Середній розмір місячної пенсії (середньостатистична пенсія), яка була виплачена пенсіонерам, що перебувають на обліку в органах Пенсійного фонду, грн | Середній розмір місячної пенсії (середньостатистична пенсія), яка була виплачена пенсіонерам, що перебувають на обліку в органах Пенсійного фонду, грн | Середній розмір місячної пенсії (середньостатистична пенсія), яка була виплачена пенсіонерам, що перебувають на обліку в органах Пенсійного фонду, грн | Кількість пенсіонерів, тис. |
| Рік  | всього | всього | всього | у тому числі, грн | у тому числі, грн | у тому числі, грн | Кількість пенсіонерів, тис. |
| Рік  | в гривнях | курс гривні на середину року (1 липня) | в доларах США (по курсу на середину року) | за віком | за інвалідністю | у разі втрати годувальника | Кількість пенсіонерів, тис. |
| 1996 | 38,7 | 1,7610 (на 1 вересня) | 21,98 | 38,8 | 45,6 | 33,2 | 14487,5                     |
| 1997 | 51,9 | 1,8570 | 27,95 | 50,8 | 67,3 | 43,6 | 14487,2                     |
| 1998 | 52,2 | 2,0647 | 25,28 | 50,9 | 68,6 | 43,5 | 14534,8                     |
| 1999 | 60,7 | 3,9503 | 15,37 | 60,1 | 75,9 | 47,8 | 14520,3                     |
| 2000 | 68,9 | 5,4378 | 12,67 | 69,3 | 82,3 | 52,0 | 14529,8                     |
| 2001 | 83,7 | 5,3834 | 16,22 | 85,2 | 94,5 | 61,0 | 14446,6                     |
| 2002 | 122,5 | 5,3288 | 22,99 | 127,1 | 129,7 | 85,5 | 14423,1                     |
| 2003 | 136,6 | 5,3328 | 25,61 | 141,8 | 142,4 | 95,9 | 14375,9                     |
| 2004 | 182,2 | 5,3200 | 34,25 | 194,2 | 170,9 | 120,2 | 14347,6                     |
| 2005 | 316,2 | 5,0550 | 62,55 | 323,8 | 305,2 | 262,9 | 14065,1                     |
| 2006 | 406,8 | 5,0500 | 80,55 | 417,7 | 393,2 | 302,8 | 14050,0                     |
| 2007 | 478,4 | 5,0500 | 94,73 | 497,0 | 435,8 | 339,3 | 13936,8                     |
| 2008 | 776,0 | 4,8489 | 160,04 | 798,9 | 624,4 | 517,5 | 13819,0                     |
| 2009 | 934,3 | 7,6405 | 122,28 | 942,7 | 780,7 | 696,6 | 13749,8                     |
| 2010 | 1032,6 | 7,9053 | 130,62 | 1039,6 | 884,6 | 807,9 | 13721,1                     |
| 2011 | 1151,9 | 7,9717 | 144,50 | 1156,0 | 1033,8 | 940,0 | 13738,0                     |
| 2012 | 1253,3 | 7,9925 | 156,81 | 1252,4 | 1164,3 | 1053,8 | 13820,5                     |
| 2013 | 1470,7 | 7,9930 | 184,00 | 1464,3 | 1359,2 | 1252,8 | 13639,7                     |
| 2014 | 1526,1 | 11,7855 | 129,49 | 1521,6 | 1406,5 | 1303,8 | 13533,3                     |
| 2015 | 1581,5 | 21,0052 | 75,29 | 1573,0 | 1432,1 | 1433,1 | 12147,2                     |
| 2016 | 1699,5 | 24,8284 | 68,45 | 1690,3 | 1545,2 | 1640,3 | 12296,5                     |
| 2017 | 1828,3 | 26,0234 | 70,26 | 1808,9 | 1705,9 | 1803,0 | 11956,2                     |
| 2018 | 2479,2 | 26,3275 | 94,17 | 2556,7 | 2000,9 | 2368,0 | 11725,4                     |

Примітка до таблиці: «курс гривні на середину року (1 липня)» взятий з сайту Національного банку України (https://bank.gov.ua).
У третьому кварталі 2023 року середня пенсія в Україні складала 5350,33 гривень (або 146 доларів). Зараз такий рівень пенсії або вищий отримують трохи більше третини всіх пенсіонерів — 3,57 мільйони осіб. Серед регіонів України, в 8 областях середня пенсія вища за середню по країні, з найвищою середньою пенсією в Києві (7 219 гривень) та найнижчою на Тернопільщині (4041 гривень).
10 516 537 пенсіонерів нараховується в Україні у 2024 році. Чисельність пенсіонерів скоротилась на 1,6% або ж на 171 384 особи торік. Загалом за два роки великої війни пенсіонерів поменшало на 324 580 осіб. Це на 34% менше, ніж за ковідні  коли кількість пенсіонерів зменшилась на 493 613 осіб.
Частка пенсіонерів, які отримують пенсію менше 3000 грн, зменшилася з 39% до 30% за 2023 рік. Поменшало й тих, чиї пенсії становлять від 3000 до 4000 грн: з 23% до 21%. А ось кількість пенсіонерів, які отримують виплати від 4000 грн, навпаки зросла.
Більше половини пенсіонерів — 51% — отримують виплати менші за 4000 грн. Лише третина пенсіонерів отримують виплати більші або на рівні середньої пенсії.